# Петер Моносло
Петер (Петр) II Моносло (венг. Monoszló nembeli (II.) Péter; ок. 1240 — 27 ноября 1307) — венгерский церковный и государственный деятель, епископ Трансильвании (1270—1307).

## Ранняя жизнь
Представитель венгерского клана (рода) Моносло. Один из трёх сыновей Гергея II Моносло, который был ишпаном комитата Крассо в 1255 году. Его мать происходила из дворянского рода Бё, возможно, была дочерью Дерса. Его дедом был Тамаш I Моносло, бан Славонии (1228—1229). У Петера было два брата, Эгид II Моносло, который дважды занимал должность главы казначейства, и Гергей III Моносло, который был родственником королевской династии Арпадов через его брак.
Будучи младшим из трёх братьев, Петеру была уготована духовная карьера, Неизвестно, посещал ли он иностранный университет или был учеником духовной школы в Веспреме. Он был впервые упомянут как «магистр», что подтверждает его грамотность. В начавшейся в 1260-х годах гражданской войне между герцогом Иштваном и его отцом, королем Венгрии Белой IV, клан Моносло, включая Петера, встала на сторону Иштвана. Петер занимал должность вице-канцлера при дворе герцога Иштвана с 1266 года, сменив на этом посту Лодомера. Он служил в этом качестве до 1270 года, когда Иштван после смерти своего отца вступил на венгерский престол. Благодаря деятельности канцелярии Иштвана грамотность распространилась по всей Трансильвании, вслед за другими частями королевства. Используя свой прошлый опыт, Петер Моносло организовал первую постоянную епископскую канцелярию в провинции после того, как он стал епископом.

## Епископ Трансильвании

### Первые годы
Петер был выбран епископом Трансильвании незадолго до смерти короля Белы IV, вероятно, в начале 1270 года. В это время проходили выборы римского папы, затянувшиеся на три года — 1268—1271 годы. Поскольку папы римского не было, 13 июня 1270 года выборщики подтвердили полномочия епископа Трансильвании. Новый король Иштван V одарил верного прелата, пожаловав город Коложвар) (сейчас — Клуж-Напока, Румыния) и окружающие его земли диоцезу Трансильвании. После 1271 года Петер также получил terra Obruth (ныне Арбуд, Румыния), который был включён в юрисдикцию епископа после 1271 года, что было позже подтверждено Ласло IV Куном и воеводой Матушем Чаком. С приобретением Коложвара Петер Моносло окружил землевладения давнего соперника епископства, аббатства Коложмоностор (сегодня Клуж-Мэнэштур, Румыния), принуждая бенедиктинских монахов к неблагоприятным передачам имущества и обменам. Петер основал смежное епископство в западной части комитата Колож; например, он обменял земли Писки (комитат Хуньяд) и Акмар (комитат Фехер) на Керешфе в комитате Колож (современный Извору-Кришулуй, Румыния) в 1276 году. Епископ также владел близлежащим Капусом (Căpușu Mare) к 1282 году.
Когда Иштван V заболел и скончался 6 августа 1272 года в Венгрии началась эпоха феодальной анархии, когда две группы баронов бились за власть, пользуясь малолетством нового короля Ласло IV во время регентства его матери Елизаветы Куманской. Петер Моносло и его родственники поддерживали клан Чак в противоборстве с партией Кёсеги-Гуткелед-Гередье. Братья Петера Эгид и Гергей Моносло осадили дворец вдовствующей королевы Елизаветы в Секешфехерваре в конце августа 1272 года, чтобы освободить Ласло от влияния противостоящей им клики. Однако план провалился. Братья бежали из Венгрии и передали город Прессбург (Братислава, Словакия) под контроль короля Чехии Оттокара II. Петер Моносло не участвовал в заговоре братьев, но попал в немилость. Он потерял поддержку королевского двора, а пожертвования епархии прекратились. В 1272 году Миклош Гередье был назначен воеводой Трансильвании. Его клан стремился создать доминион, независимый от королевской власти. Епископ Петер и его союзник Лодомер, епископ Оради выступили против этого стремления. До 1275 года Матуш Чак и Миклош Гередье, соперничая между собой, несколько раз становились воеводами Трансильвании в соответствии с быстрыми подъемами и падениями их баронских групп при королевском дворе.
Меж тем король Венгрии Ласло IV подтвердил передачу города Клуж-Напока Трансильванской епархии в 1275 году. К этому времени братья Эгид и Гергей Моносло потеряли политическое влияние и более не выказывали никаких притязаний, хотя их союзники из клана Чак смогли вернуть правление королевством к концу года. Петер Моносло остался единственным представителем рода, который находился на высокой должности. К 1276 году собор Альбы Юлии, который разрушили монголы в ходе нашествия 1241 года, был достроен на старом фундаменте. Петер также начал строительство замка Сентмихалькё около города Метеш (сейчас от него остались только руины). Капитул Трансильвании попросил через своих посланников проректора Климента и декана Бартоломея у короля Венгрии Ласло IV освобождения от пошлин при транспортировке соли из соляной шахты в Торде (сейчас — Турда, Румыния).

### Восстаниесаксов
В 1277 году епископу Петеру Моносло столкнулся с восстанием трансильванских саксов. Согласно историку Енё Сючу, он попытался распространить свою власть на пробство Германштадт (сейчас — Сибиу, Румыния), которое изначально не должно было подчиняться епископу Трансильвании, но столкнулся с сопротивлением со стороны местного населения. Епископ прибегнул к насилию, и граф Алард из общины саксов был казнён вместе с тремя канониками в Зальцбурге (сейчас — Окна-Сибиулуй, Румыния). Сын Аларда, Янош, возглавил бунт против епископа. Восстание набирало обороты быстро, и разъярённые саксы ворвались в недавно построенный собор Альбы Юлии 21 февраля 1277 года. Они разграбили сокровищницу, осквернили святилища и убили более двух тысяч человек, включая каноников, архидиаконов и других священников. Восставшие саксы также сожгли собор и все церкви в округе.
Непосредственный начальник Петера, архиепископ Калочи Иштван Банча назвал восстание «этнически мотивированным» и отметил, что саксов подвигла на это «тоска по разбою». Однако известно, что Петер не проявлял неприязни к саксам. Так он одобрил индульгенцию саксонским доминиканским монахам в Сигишоаре и нанял плотников из народа саксов для восстановления собора Святого Михаила. Тем временем собрание, созванное в Ракоше в мае 1277 года объявило короля Ласло IV совершеннолетним. Государственный совет призвал пятнадцатилетнего монарха вернуть в королевство мир всеми возможными способами. 30 мая Иштван Банча созвал церковную конгрегацию в Буду, в которой участвовали Петер Моносло и другие шесть епископов. Они отлучили от церкви Яноша и шесть его ближайших саксонских сторонников. Прелаты приказали им выплатить репарации за их «дьявольски яростный разгул». Несмотря на это, Петеру пришлось перестраивать собор за счет собственных средств десять лет спустя. Тогда он нанял каменотеса Иоанна, сына Тино, чтобы возвести повреждённые стены и башню.
Король Венгрии Ласло IV отправил своего самого верного прелата, архиепископа Эстергомского Миклоша Кана, с карательной экспедицией против саксов в регионе Себен (Германнштадт) в 1278 году. Также он должен был вернуть короне владения, управляемые кланом Гередье. Армия Миклоша Кана захватила крепость Адориан, принадлежавшую мятежнику Миклошу Гередье в начале года. Затем войско прошло в Трансильванию. В начале лета мятежные саксы были разгромлены. В качестве компенсации Петер Моносло получил разорённые земли вокруг Альбы Юлии, на которые он теперь мог приглашать колонистов. Теперь он начал строить замки по всему диоцезу. Например, замки Леанивар и Сасфенеш были возведены между 1282 и 1300 годах. Это позволило контролировать местные сообщества саксов и мятежный монастырь Коложмоностор.

### Феодальная анархия
В начале 1279 года папский легат Филипп, епископ Фермо, прибыл в Венгрию, чтобы помочь королю Ласло IV Куну укрепить свою власть, но прелат был шокирован присутствием в королевство тысяч язычников-половцев. Петер Моносло с другими епископами находился в Буде до октября 1280 года. Он участвовал в синоде, который постановил защитить римско-католическую веру и обязал куманов (половцев) оставить их палатки и жить «в домах, прикреплённых к земле». Однако Ласло Кун принудил прелатов оставить Буду и отправиться в Братиславу, где в октябре Филипп отлучил его от церкви и наложил на Венгрию интердикт. После этого Петер стал жить в Эстергоме при архиепископском дворе своего наставника Лодомера, который к тому времени стал архиепископом Эстергомским.
В 1281 году местный дворянин Иштван обвинил двух приближенных Петера, в насильственной депортации тридцати крепостных семей и захвате для диоцеза огромной территории в Дьёвде, около Тэшнада (сейчас — Румыния). Судебный процесс состоялся в Буде в сентябре 1281 года. Иштван был вынужден отказаться от трети владений после прерванной дуэли. В том же году Петер Моносло подал в суд на трёх членов рода Чак из Дары, Михаила, Угрина и Барка, обвинив их в захвате земель епархии в Баратпюспёки в комитате Бихар. При посредничестве заместителя королевского судьи Иштвана обе стороны пришли к соглашению, при этом епископ Трансильвании уступил небольшую часть земли братьям Чак. Согласно грамоте 1282 года, отряды Петера Моносло разрушила построенные на скорую руку замки разбойников на реке Сомеш. 23 июня 1283 года Петер заключил соглашение с дьяконом саксов из Медиаша о передаче права сбора епархиальных налогов этого региона за ежегодную плату в сорок серебряных денариев.
В январе 1285 года произошло вторжение армии Золотой Орды под командованием хана Тула-Буги и темника Ногая в Венгерское королевство. Армия Тула-Буги была разгромлена венграми, а Ногай оставался в Трансильвании до весны 1286 года. Ласло Кун подавлял восстание в Спише в сентябре 1285 года и не мог отправиться навстречу второму монгольскому войску. Поэтому в Трансильвании Ногай разграбил несколько городов и деревень — Регин, Брашов, Бистрицу. Кроме того, он разрушил несколько крепостей. Его армия была побеждена Роландом Боршой, который занимал пост воеводы Трансильвании с 1284 года. Он был первым бароном, который попытался установить по-настоящему независимое правление в своей провинции, пользуясь непопулярностью мер, предпринимаемых королём. Дочь Эгида (Эдьеда) Моносло вышла замуж за племянника Роланда, Иштвана. Таким образом, Роланд и Петер стали принадлежать к одному клану. Несмотря на это, отношение Петера к клану Боршей было неоднозначным и часто менялось. Сам Петер и архиепископ Лодомер был заинтересованы в сильной центральной власти, которая бы могла бы сдерживать амбиции местных феодалов. Так Петер отсудил право собирать десятину в комитате Угоч у Якаба Борши, брата Роланда, в 1288 году.
Архиепископ Эстергома Лодомер созвал прелатов, баронов и дворян на ассамблею в Буду, где снова отлучил короля Ласло Куна от церкви в сентябре 1287 года, требуя освободить королеву Елизавету Сицилийскую, которую муж отправил в заключение. Лодомер также поручил Петеру Моносло вернуть незаконно отнятые королевские поместья в окрестностях Бистрицы, которыми в то время владел магистрат города . То обстоятельство, что Ласло Кун сделал своими фаворитами половцев, сделало его настолько непопулярным, что многие из его подданных объявили его в сговоре с монголами, которые вторглись в Венгрию несколькими годами ранее. Епископ Петер Моносло также разделял эту точку зрения. Поэтому он по ложному обвинению арестовал и заключил в тюрьму Арбоца (знатного половца, родственника короля по материнской линии) и воеводу Трансильвании Моиша Акоша. Так постановил Лодомер и архиепископский синод 1288 года, так как клирики ошибочно считали, что они планировали устроить очередное вторжение монголов по указанию Ласло, который якобы таким образом хотел уничтожить неугодных баронов и укрепить свою власть. Узники были скоро выпущены на свободу. За это Ласло IV Кун временно конфисковал земли епархии — Клуж и Альбу-Юлию, а также отменил прежние привилегии. Однако в сентябре 1289 года король Ласло вернул владения епископу Петеру, когда сам посетил епископскую резиденцию.
В том же году Петер Моносло назначит своего родственника по материнской линии Миклоша Бё главным ректором Трансильвании. Он находился на этой должности до 1296 года. Согласно официальному документу от 1288 года, местные дворяне Янош и Кемени, сыновья Миклоша, нанесли ущерб епископским владениям на сумму 160 серебряных динариев. В результате генеральная конгрегация Трансильвании, ссылаясь на более раннее решение воеводы Роланда Борши, назначила Петера Моносло владельцем всех земель его врагов в Думбраве и Стане в комитате Клуж, до того времени, пока осуждённые не компенсируют ущерб . Влиятельный барон Микод Кёкеньешраднот даровал Копэчени и Кэптэлан диоцезу Трансильвании, выполняя завещание своего покойного брата Эмерица, который был тестем брата Петера Эгида и делал пожертвования в связи со своим обещанием участвовать в крестовом походе.
На протяжении нескольких десятилетий продолжался конфликт Петера с Андрашем, епископом Эгерским, который занимал эту должность с 1275 по 1305 год. Причиной разногласий послужил вопрос о том, к чьей юрисдикции принадлежит малонаселённый регион Марамуреш (сейчас — Румыния). Со времени правления короля Венгрии Андраша II он принадлежал диоцезу Эгер. Но позже он перешёл ишпанату Шашвар. Это подтверждали своими указами короли Бела IV и Иштван V. В 1230 году архидьяконство Шашвара находилось в подчинении у епископа Трансильвании. В 1288 году король Ласло IV Кун дал право собирать там десятину Петеру Моносло. Когда в этих землях прошло несколько волн переселений, и регион стал иметь большее значение, епископ Эгера Андраш заявил свои права на эту территорию.

### Сторонник Андраша III
Король Венгрии Ласло IV был убит тремя знатными половцами, среди которых был упомянутый выше Арбоц, 10 июля 1290 года. Архиепископ Лодомер отправил двух монахов в Вену, чтобы проинформировать Андраша Венецианца, претендента на венгерский престол, о смерти короля. Вместе с другими прелатами епископ Трансильвании Петер поддержал его и поклялся в верности Андрашу III, который был коронован Лодомером 23 июля. Петер Моносло был среди приглашенных первом совете, устроенном новым монархом. В марте 1291 года король Андраш III посетил Трансильванию и подтвердил привилегии епархии. Андраш даровал новые привилегии некоторым владениям епархии, а потому доходы Петера Моносло значительно возросли, и он решил отремонтировать крышу Собора Альбы Юлии. Для этого в мае 1291 года он нанял мастеров и архитекторов из народа саксов.
Петер Моносло был верным сторонником нового монарха Андраша III, который, однако, передал юрисдикцию над Марамурешем епископу Эгера. После того, как Петер начал протестовать, король изменил своё решение и передал полномочия по рассмотрению этого дела Яношу Хонт-Пазманю, архиепископу Калочи. Так как Андраш, епископ Эгера не присутствовал в архиепископской канцелярии, и Эмерик, епископ Оради, проводил проверки на местах, в основном, среди тех дворян, которые поддерживали Петера, было принято решение передать Марамуреш диоцезу Трансильвании. В ответ епископ Эгерский Андраш подал новый иск, а Петер инициировал расследование Святого Престола, ссылаясь на то, что светские суды не могут иметь компетенции в этом вопросе. Петер Моносло также подал жалобу, утверждая, что епископ Андраш, не имея на то прав, освящает церкви и кладбища в Марамуреше даже в 1299 году. Что произошло по этому спору дальше, неизвестно, однако согласно более поздним папским регистрам по сбору десятины, Марамуреш принадлежал диоцезу Эгера.
Когда Роланд Борша 23 мая 1294 года осадил и взял крепость Финиш, принадлежащую епископству Оради, король Венгрии Андраш III созвал собрание и объявил его вне закона. Королевские войска осадили крепость Адорьян (сейчас — Адриан, Румыния), принадлежащую Борше. После победы Андраш III поставил на должность воеводы Трансильвании Ладислава Кана. При этом Борша сохранил свои владения и земли восточнее реки Тисы. Новый воевода стал абсолютным лидером Трансильвании и де-факто стал править ею независимо в течение следующих двадцати лет. Ранее ученые высказывали предположения о родственных связях между Ласло Каном и Петером Моносло. Но сейчас они ставятся под сомнение. Епископ и воевода сделались союзниками и сообща поддерживали короля Андраша III в борьбе против его врагов.
Архиепископ Эстергомский Лодомер умер в январе 1298 года. Его преемник Гергей Бичкеи, новый архиепископ и апостольский администратор Эстергома поддерживал Анжуйскую династию Капетингов, которая претендовала на венгерский королевский престол. Король созвал ассамблею прелатов, аристократов, саксов, секеев и половцев в Пеште летом 1298 года. В ней Петер Моносло принимал участие на правах третьего по значимости прелата вследствие его возраста и срока службы. Петер оставался в столице на протяжении следующих нескольких лет. Гергей Бичкеи запретил прелатам присутствовать на новом совете, состоявшемся в 1299 году. Архиепископ Хонт-Пазмань и епископы, в том числе и Петер Моносло, проигнорировали это распоряжение. Петер безуспешно пытался примерить короля Андраша III и Гергея Бичкеи. Предполагается, что Бичкеи мог отлучить от церкви Петера и других епископов за то, что они продолжали оставаться сторонникам короля Андраша.

### Междуцарствие
Король Венгрии Андраш III умер 14 января 1301 года. С его кончиной пресеклась династия Арпадов. В ходе начавшейся борьбы за королевский престол венгерский историк Янош Темешвари утверждал, Петер Моносло поддерживал принца Вацлава, сына короля Чехии Вацлава II. Петер присутствовал на коронации Вацлава 27 августа 1301 года. Однако папа римский Бонифаций VIII 31 мая 1303 года объявил законным королём Венгрии Карла Роберта Анжуйского. Только после этого Петер становится сторонником последнего. Согласно историку Тудору Сэлэгану, Петер Моносло, будучи родственником Миклоша Бё, ставшего к тому времени епископом Загреба, был одним из первых сторонников партии Карла Роберта Анжуйского наряду с архиепископом Бичкеи. Когда Карл I подписал союз со своим двоюродным братом, герцогом Рудольфом III Австрийским, в Братиславе 24 августа 1304 года, епископ Петер был среди баронов и прелатов, которые также подписали королевскую хартию.
Меж тем отношения с воеводой Трансильвании Ладиславом Каном были нестабильными. Незадолго до кончины короля Андраша III люди воеводы ограбили священников в Хунедоаре и Хацеге. В ответ на это епископ Петер Моносло и капитул подали жалобу папе римскому Бонифацию VIII. После смерти Андраша III Петер Моносло был заинтересован в сильной центральной власти, в то время как Ладислав Кан старался укрепить собственную власть, часто злоупотребляя положением воеводы Трансильвании. В 1306 году, когда Ласло Кан отказался признать правление Карла Роберта, которого поддерживала католическая церковь, папа римский Климент V приказал Винценту, архиепископу Калочи, отлучить его от церкви и наложить интердикт на Трансильванию. Петер Моносло не согласился с этим решением и высказал недовольство. В результате Винцент решил наказать отлучением самого Петера, если он не отлучит Ладислава Кана, который захватил собственность прелатов Калочи. Через несколько недель архиепискуоп Калочи пообещал снять наказание по просьбе Карла Роберта и Угина Чака, если Петер выполнит предписание папы римского . Историк Сэлэган предполагал, что к 1306 году старый епископ Петер Моносло уже утратил контроль над епархией, и канцелярию епископа вёл Янош Богатрадваньи, архидьякон Кюкюллё, сторонник воеводы Ладислава Кана. Именно он контролировал все дела в Альбе Юлии. По свидетельству саксов, которые судились с трансильванским капитулом в 1309 году, епископ Петер Моносло участвовал в заговоре, когда воевода Ладислав Кан захватил в плен венгерского короля Оттона, соперника Карла I Анжуйского, во время его визита в Трансильванию и посадил его в тюрьму в одном из своих замков.
Петер Моносло скончался 27 ноября 1307 года. К тому времени он уже занимал пост епископа Трансильвании 38 лет. Он был первым епископом, похороненным в соборе Святого Михаила в Альбы Юлии. После его смерти воевода Трансильвании Ладислав Кан решил поставить на епископский престол собственного сына Ласло. Он захватил каноников, которые должны были выбирать нового епископа. Однако из-за возражений капитула в июле 1308 года он отказался поддерживать притязания своего сына. Воевода представил каноникам двух новых кандидатов. В июле 1309 года каноники, находившиеся под давлением, избрали на должность епископа Бенедикта, бывшего советника Петера Моносло.